# 케니 먼데이
케네스 데일 "케니" 먼데이(영어: Kenneth Dale "Kenny" Monday, 1961년 11월 25일~)는 미국의 레슬링 선수, 지도자이다. 1988년 하계 올림픽에서 남자 자유형 웰터급 금메달, 1992년 하계 올림픽 남자 자유형 웰터급 은메달을 획득했고 세계 레슬링 선수권 대회에서 금메달 1개, 은메달 1개를 획득했다. 
2001년에 미국 레슬링 명예의 전당에 헌액되었으며, 현재 모건 주립 대학교 레슬링팀 감독을 맡고 있다.